# Dohrniphora comptoni
Dohrniphora comptoni är en tvåvingeart som beskrevs av Ronald Henry Lambert Disney 1990. Dohrniphora comptoni ingår i släktet Dohrniphora och familjen puckelflugor. Inga underarter finns listade i Catalogue of Life.